# Begonia oligophylla
Espèce
Begonia oligophylla est une espèce de plantes de la famille des Begoniaceae. Ce bégonia est originaire de l'île indonésienne de Java. L'espèce a été décrite en 1856 par Friedrich Anton Wilhelm Miquel (1811-1871), à la suite des travaux de Carl Ludwig Blume (1789-1862). L'épithète spécifique oligophylla signifie « qui a peu de feuilles ».

## Répartition géographique
Cette espèce est originaire du pays suivant : Indonésie.